# Harry Milanzi
Harry Milanzi (ur. 13 marca 1978) – zambijski piłkarz grający na pozycji napastnika.

## Kariera klubowa
Karierę piłkarską Milanzi rozpoczął w klubie Nchanga Rangers z miasta Chingola. W 1996 roku zadebiutował w jego barwach w rozgrywkach zambijskiej Premier League. W 1998 roku osiągnął z Nchangą swój pierwszy sukces w karierze, gdy wywalczył mistrzostwo Zambii. W latach 2000–2002 Zambijczyk występował w Meksyku. Najpierw był tam zawodnikiem Correcaminos UAT, a następnie Atlético Zamora. W 2002 roku wrócił do Nchangi Rangers i zdobył z nią wówczas Tarczę Dobroczynności.
W 2003 roku Milanzi ponownie wyjechał zagranicę. Przeszedł wówczas do południowoafrykańskiego Golden Arrows z Durbanu. Zawodnikiem Golden Arrows był do 2006 roku. Wtedy też odszedł do angolskiego CD Primeiro de Agosto. W 2006 roku wywalczył mistrzostwo Angoli i zdobył Puchar Angoli. W 2009 roku ponownie zdobył krajowy puchar. W latach 2009–2010 grał w Kabuscorp SC, a w latach 2012-2013 w NAPSA Stars FC.
W 2005 został zdyskwalifikowany za doping na sześć miesięcy po tym, jak testy antydopingowe wykazały stosowanie przez niego marihuany.

## Kariera reprezentacyjna
W reprezentacji Zambii Milanzi zadebiutował 3 maja 1998 w zremisowanym 1:1 meczu COSAFA Cup 1998 z Angolą, rozegranym w Luandzie. W 2002 roku w Pucharze Narodów Afryki 2002 w Mali wystąpił we 2 spotkaniach: z Senegalem (0:1) i z Egiptem (1:2). W 2006 roku podczas Pucharu Narodów Afryki 2006 był rezerwowym i nie rozegrał żadnego spotkania. Od 1998 do 2005 rozegrał w kadrze narodowej 50 meczów i strzelił 14 goli.